# Cryptochia denningi
Cryptochia denningi är en nattsländeart som beskrevs av Wiggins 1975. Cryptochia denningi ingår i släktet Cryptochia och familjen husmasknattsländor. Inga underarter finns listade i Catalogue of Life.